# Uloža
Uloža este o comună slovacă, aflată în districtul Levoča din regiunea Prešov. Localitatea se află la altitudinea de 884 m deasupra n.m., se întinde pe o suprafață de 6,84 km2 și în 2017 număra 195 de locuitori. Se învecinează cu comuna Vyšné Repaše.

## Istoric
Localitatea Uloža este atestată documentar din 1280.

## Demografie
| An:                | 1994 | 2004   | 2014   | 2024    |
| ------------------ | ---- | ------ | ------ | ------- |
| Număr de persoane: | 188  | 186    | 197    | 247     |
| Diferență:         |      | −1,06% | +5,91% | +25,38% |

| An:                | 2023 | 2024   |
| ------------------ | ---- | ------ |
| Număr de persoane: | 241  | 247    |
| Diferență:         |      | +2,48% |